# Пронцали (Пјаченца)
Пронцали је насеље у Италији у округу Пјаченца, региону Емилија-Ромања.
Према процени из 2011. у насељу је живело 25 становника. Насеље се налази на надморској висини од 575 м.